# Dysschema panamensis
Dysschema panamensis là một loài bướm đêm thuộc phân họ Arctiinae, họ Erebidae.